# Džoni Novak
Džoni Novak (født 4. september 1969 i Ljubljana, Jugoslavien) er en slovensk tidligere fodboldspiller (midtbane).
Novak spillede 71 kampe og scorede tre mål for Sloveniens landshold i perioden 1992-2002. Inden da havde han også spillet fire kampe for det jugoslaviske landshold. Han var med i den slovenske trup til EM 2000 i Belgien/Holland, slovenernes første slutrundedeltagelse nogensinde, og spillede alle landets tre kampe i turneringen. Han deltog også ved VM 2002 i Sydkorea/Japan, hvor han også spillede samtlige slovenernes tre kampe.
På klubplan repræsenterede Novak blandt andet Olimpija Ljubljana i hjemlandet, serbiske Partizan og tyske SpVgg Unterhaching.